# بيت لاو
بيت لاو (بالصينية: 刘作虎) هو كبير الإداريين التنفيذيين صيني، ولد في 5 مايو 1975 في مدينة هانتشونان ‏ في الصين.